# Gerasim Jordánský
Svatý Gerasim Jordánský (řecky Γεράσιμος ὁ ἐν ᾿Ιορδάνῃ, † 475) byl poustevník v thébské poušti v Egyptě a později v Palestině u řeky Jordánu, kde založil klášter. Katolickou a pravoslavnou církví je uctíván jako světec a jeho liturgická památka připadá na 5. březen.

## Život
Pocházel z Lykie v Anatolii a v mládí se připojil k mnichům v Egyptě. Velký vliv na něj měly přátelské kontakty se sv. Eutymiem Velikým, který jej ovlivnil v jeho názorech. Gerasim se později z Egypta přesunul do Palestiny, kde založil klášter poblíž Jericha. Poměrně známá je jedna z legend z jeho života, vyprávějící o lvu. Toho Gerasim našel zraněného v poušti, a poté co jej ošetřil, zvíře k němu velmi přilnulo a sloužilo mu. Po Gerasimově smrti lev pošel žalem na jeho hrobě. Lev se dostal také do ikonografie tohoto světce.